# Þingeyri
Þingeyri är en tätort i Ísafjarðarbærs kommun på Island. Orten ligger på södra sidan av Dýrafjörður, på en grusbank nedanför Sandafell. Þingeyri ligger 1 meter över havet. Det bodde 292 personer i Þingeyri 2022. Þingeyrarhreppur var tidigare en egen kommun, men slogs samman med fem andra kommuner i Västfjordarna den 1 juni 1996.

## Beskrivning
Þingeyri har länge varit en handelsplats och där finns bland annat ett lager- eller packhus från 1700-talet. I mitten av 1800-talet var Þingeyri bland annat bas för amerikanska hälleflundrefiskare som fiskade i Íslandsmiður. Huvudnäringen är och har varit fiskeindustrin och dess tjänster, och landets äldsta fungerande maskinverkstad, grundad 1913, finns i Þingeyri. Turismen är också en växande bransch. Skolan i Þingeyri firade sitt 100-årsjubileum den 27 november 1997.

### Arbetstillfällen
På 2000-talet var en av de största arbetsgivarna i Þingeyri rederiet Vísir fram till 2014. Vísirs fiskberedning flyttades till Grindavík.

### Kyrkan
Bygget av kyrkan Þingeyrarkirkja påbörjades 1909 och den invigdes den 9 april 1911. Den ritades av arkitekten Rögnvald Ólafsson, medan altartavlan målades av konstnären Þórarinn B. Þorláksson.
Ólafur Ragnar Grímsson, Islands tidigare president, växte delvis upp på Þingeyri hos sina farföräldrar.
Fastigheter i Þingeyri köps och används som sommarhus.